# Pisístrat
|  | Per a altres significats, vegeu «Pisístrat (desambiguació)». |

Pisístrat (grec antic: Πεισίστρατος, llatí: Peisistratus; abans del 600-527 aC), fill d'Hipòcrates i parent de Soló per part de mare, fou un tirà d'Atenes. Va prendre el poder vers l'any 560 i el va conservar fins que va morir, tret de dos períodes en què va viure a l'exili. Va rebre el seu nom de Pisístrat (fill de Nèstor), suposat ancestre familiar. Hipòcrates havia enllaçat amb la família dels filides. Va néixer no més tard del 612 aC.
Fou amic de Soló. Quan aquest va induir els atenesos a fer la guerra contra Mègara per la possessió de Salamina, Pisístrat, que era arcont, el va ajudar amb la seva eloqüència, i va obtenir l'anul·lació del decret que prohibia cap atac sobre l'illa. Pisístrat es va destacar tanmateix en la conquesta de Nisea, el port de Mègara.
Soló va establir la seva constitució i es va retirar d'Atenes i llavors van esclatar les lluites partidistes entre el partit de la plana (dirigit per Licurg), el de les muntanyes (dirigit per Pisístrat) i el de la costa (dirigit per Mègacles fill d'Alcmeó). Amb la seva política de repartir diners als pobres Pisístrat va rebre força suport.
Quan va tornar Soló a la ciutat va veure l'ambició del seu amic i va advertir Pisístrat, però ja fins i tot el senat era disposat a donar el poder al cap dels muntanyencs; una darrera maniobra, presentant una sèrie de seguidors ferits suposadament pels rivals, va acabar la feina: el senat, a proposta d'Aristó, li va concedir un cos de cinquanta homes armats per protegir-lo. Progressivament Pisístrat va ampliar aquest cos i finalment es va apoderar de la ciutadella el 560 aC. Mègacles i els alcmeònides van fugir. Soló va haver de reconèixer la victòria del seu antic amic.
Una vegada al poder, Pisístrat no va canviar les lleis i va administrar molt bé el país, però molt aviat les faccions de Mègacles i Licurg, unides, el van enderrocar. La seva propietat li fou confiscada i fou comprada per Càl·lies, fill d'Hipònic.
Pisístrat va ser a l'exili uns sis anys i mentre Mègacles i Licurg es van enfrontar i finalment el primer va contactar amb Pisístrat per una aliança que el retornaria al govern i es casaria amb Cesira, filla de Mègacles. La proposta fou acceptada però no era fàcil que Pisístrat fou acceptat pel poble. Altre cop el tirà va recórrer a un estratagema per accedir al poder: va contractar a una dona molt maca de Peònia anomenada Fia a la qual va disfressar d'Aenea i es va posar al seu costat en un carro, fent córrer el rumor que la mateixa Atena era qui el retornava a l'acròpoli. El poble ho va creure i el va rebre i acceptar, segurament també per influència de Mègacles i el seu partit, ara aliats al tirà. Es diu que Fia fou donada en matrimoni a Hiparc.
Pisístrat va tractar malament la seva dona, que es va queixar a la seva mare. Mègacles altre cop es va aliar amb Licurg contra Pisístrat i aquest fou enderrocat per segona vegada. Es va retirar a Erètria (Eubea). Altre cop la seva propietat fou confiscada i altre cop fou comprada per Càl·lies.
A Erètria, en una reunió familiar, a proposta del fill Hípies, van decidir intentar recuperar el poder i van obtenir el suport d'algunes ciutats, especialment Tebes. Amb els fons que van aportar les ciutats es va contractar un exèrcit mercenari a Argos; amb tots els preparatius van passar uns deu anys. Finalment, sota el comandament d'un militar nadiu de Naxos de nom Lígdamis, els mercenaris van arribar a Marató a l'Àtica on els partidaris de Pisístrat se li van unir; els seus rivals van sortir a trobar l'exèrcit invasor amb les forces militars al seu abast; els dos exèrcits van acampar al Temple d'Atena a Pal·lene. Pisístrat va fer un atac inesperat i va fer fugir l'enemic. Mentre eren perseguits els fugitius, Pisístrat va poder entrar a Atenes sense oposició. Poc després fou conquerida l'illa de Naxos i Lígdamis fou recompensat pels seus serveis amb la tirania de l'illa.
Altre cop tirà (per tercera vegada) va adoptar mesures per assegurar-se el control del poder. Un cos de mercenaris va quedar a la seva disposició i ostatges dels seus enemics foren enviats a Naxos, sota custòdia de Lígdamis. Altres oposicions foren desterrats o es van exiliar com el pare de Milcíades. Els mercenaris foren pagats amb les mines d'or de Leurèon i les mines de la regió de l'Estrímon a Tràcia. No se sap com els va adquirir, però probablement com a possessió privada mercès a la seva amistat o parentiu amb la casa reial de Macedònia. L'illa de Delos fou purificada per indicació d'un oracle. L'única expedició militar de què es té notícia, a part de la conquesta de Naxos, és la conquesta de Sigèon, que estava en poder de Mitilene, i que finalment, després de diverses lluites, van obtenir per un arbitratge de Periandre de Corint. Hegesístrat, bastard de Pisístrat, fou establert com a tirà a Sigèon. Poliè esmenta també algunes operacions militars del seu fill Híppies per suprimir la pirateria a la mar.
Pisístrat va conservar la constitució de Soló i únicament es pot considerar alterada en què els membres de la seva família van exercir els principals càrrecs de l'estat. Pisístrat obeïa o fingia obeir les lleis i una vegada fins i tot va comparèixer davant el tribunal de l'Areòpag per respondre d'un càrrec d'assassinat, que finalment fou retirat. El seu govern fou una barreja d'enfortiment i respecte de la llei i d'indulgència amb els enemics.
Pisístrat es va casar tres vegades: la primera dona, de nom desconegut, fou la mare d'Híppies (segons Tucídides el fill gran) i d'Hiparc; més tard es va casar amb Timonassa d'Argos, amb la qual va tenir dos fills, Iofó i Tèssal (alguns atribueixen a Timonassa connexions amb la casa reial de Macedònia), el primer segurament va morir jove. També va tenir un bastard de nom Hegesistrat, tira de Sigèon, i una filla casada amb un jove de nom Trasibul o Trasimedes. La seva tercera dona fou la filla de Mègacles, Cesira.
Pisístrat va morir ja vell vers el 527 aC i el va succeir en la tirania pel seu fill Hípies, i segurament el seu germà Hiparc va estar associat al poder fins a morir assassinat el 514 aC. Pisístrat va fundar una efímera dinastia coneguda com els pisistràtides.
Durant el seu mandat els atenesos van ser privats de moltes llibertats civils i morals, però tot i això, el judici que en fan els autors antics, com ara Heròdot, no és gaire sever, pel fet que el consideren un tirà dotat de grans habilitats per governar.
Se li atribueixen diverses reformes i millores. Va omplir Atenes de monuments, va reunir obres de l'època homèrica en la qual seria la primera biblioteca pública; va incrementar el comerç, cosa que va afavorir el creixement de la classe mercantil; va donar gran lluïment a les festes públiques d'Atenes com les dionisíaques i les panatenees; va afavorir el desenvolupament econòmic; durant la seva tirania es va fer la primera representació teatral.